# Эблескивер
Эблескивер (дат. æbleskiver, ед. ч. æbleskive — «ломтики яблока», англ. aebleskiver, ebleskiver, ebelskiver) — кулинарное изделие из теста сферической формы в датской кухне, выпекаемое на специальной сковороде. По внешнему виду напоминает пончики, по способу приготовления — блины или оладьи. Корочка похожа по текстуре на европейские блины, внутри возможна начинка. Вопреки названию яблоки не являются ингредиентом эблескиверов в современных рецептах.

## Сковорода для эблескивер

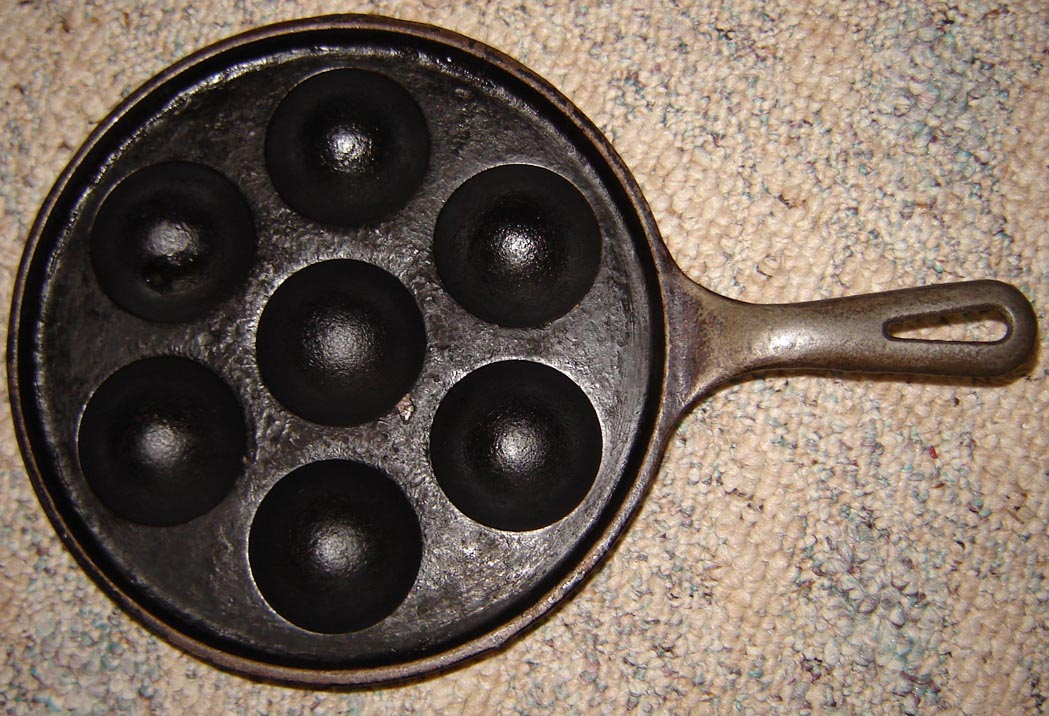
Вид сверху на сковороду для эблескивер

Эблескивер готовят на плите, запекая жидкое тесто в специальной сковороде с несколькими полукруглыми углублениями. Сковорода существует в версиях для газовых и электрических плит. Сковороды обычно делают из чугуна, что позволяет хорошо удерживать тепло. Существуют традиционные модели из чеканной медной пластины, но сегодня они используются в основном для украшения.

## Приготовление

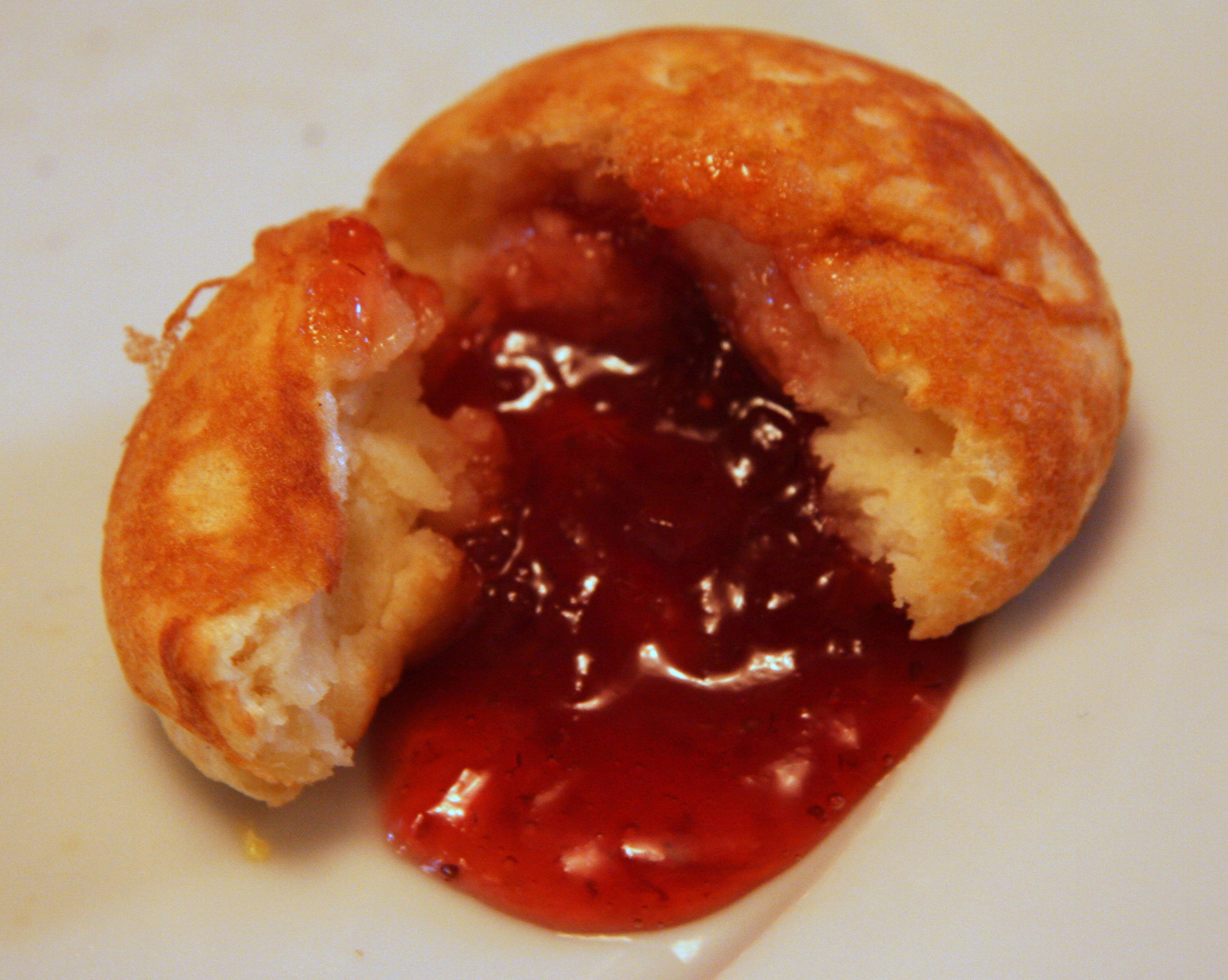
Эблескивер с джемом

Тесто для эблескивер обычно включает пшеничную муку, которую смешивают с пахтой, молоком или сливками, яйцами, сахаром и щепоткой соли. Некоторые рецепты также включают жир (обычно сливочное масло), кардамон и цедру лимона для улучшения вкуса, а также разрыхлитель теста, чаще всего пекарский порошок, но иногда и дрожжи.
В смазанные маслом углубления наливают тесто, и когда эблескивер начинают готовиться, их переворачивают вязальной спицей, шпажкой или вилкой, чтобы придать пирожным характерную сферическую форму. Их традиционно готовили с кусочками яблока (æble) или яблочным пюре внутри, но эти ингредиенты редко встречаются в современных датских рецептах. Эблескиверы сами по себе не сладкие, но их традиционно подают, обмакивая в малиновый, клубничный, черносмородиновый или ежевичный джем, посыпав сахарной пудрой. Сливочное масло, кленовый сироп и взбитые сливки также являются популярными топпингами.
Эблескивер часто покупают жареными и замороженными в супермаркетах, а затем разогревают в духовке дома.

## Традиции

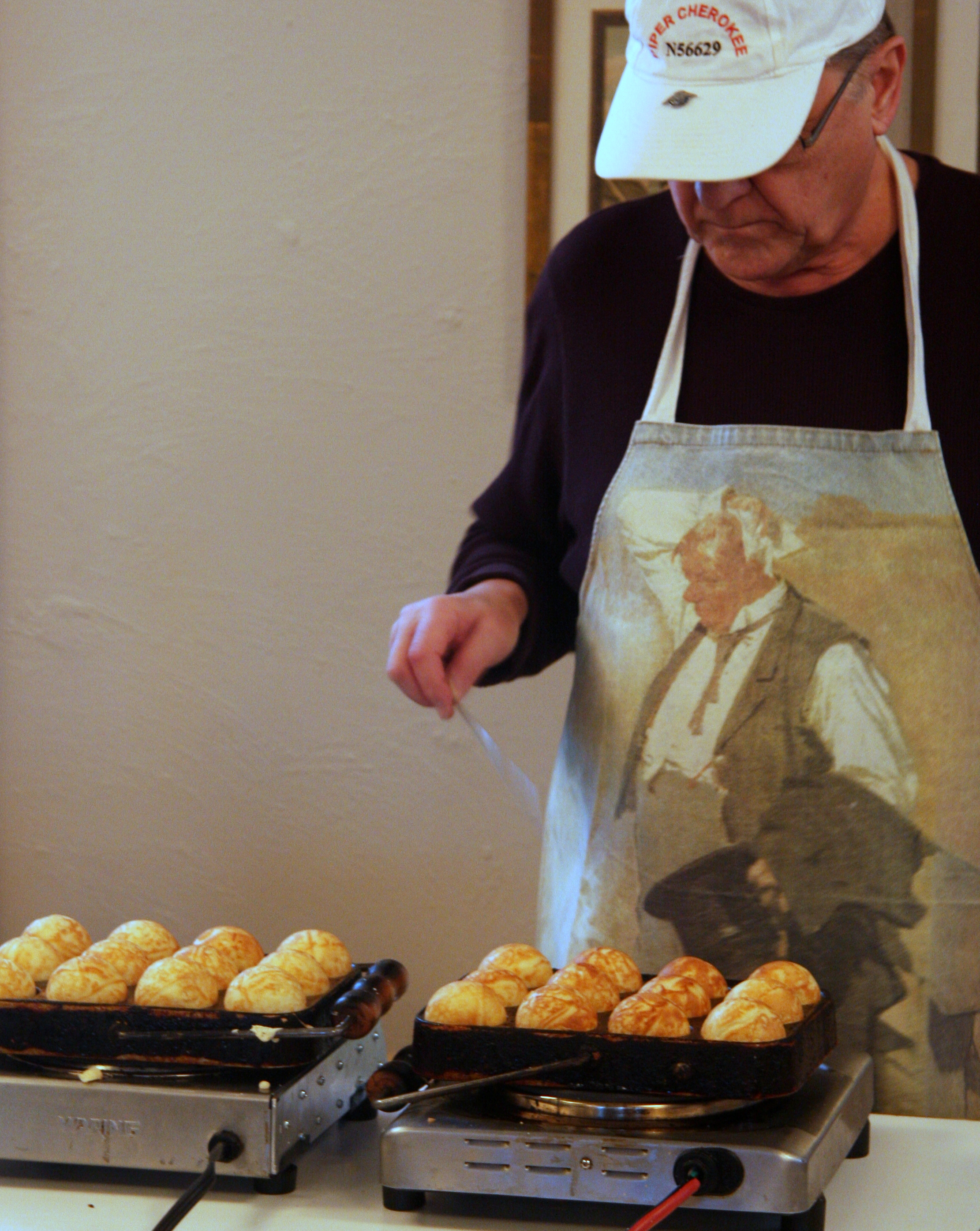
Мужчина делает эблескивер в Датско-американском центре в Миннеаполисе, Миннесота

В Дании эблескиверы встречаются чаще на семейных застольях, чем в ресторанах. Зимой их предлагают в качестве уличной еды. Их традиционно подают с джемом и сахарной пудрой, по три штуки на порцию. Эблескиверы традиционно едят во время рождественского праздников и часто подают с глёгом (скандинавским глинтвейном) или скандинавским кофе. Их часто продают на рождественских ярмарках, благотворительных рынках, мероприятиях под открытым небом, мероприятиях скаутов и спортивных. Их также подают на детские дни рождения из-за их популярности и простоты приготовления.
В Северной Америке проводится несколько ежегодных мероприятий, посвященных эблескиверу и датской культуре, а церкви и музеи проводят «Эблескивер-ужины» и подобные мероприятия.

## История

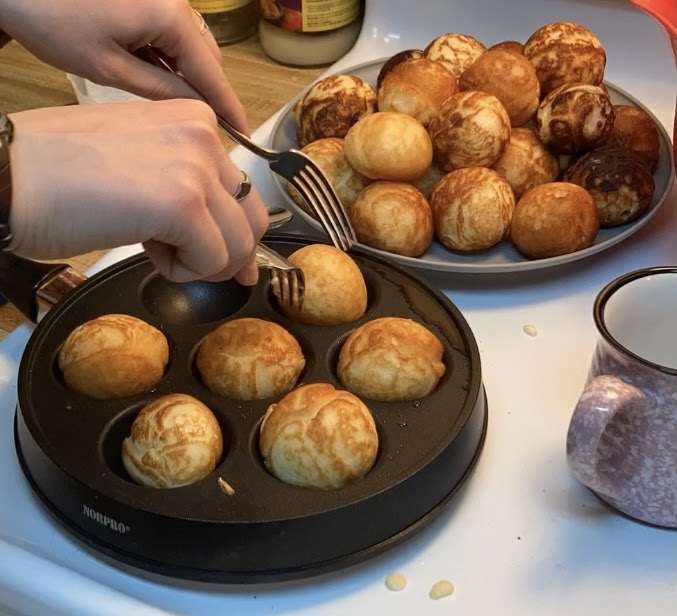
Эблескивер готовят дома на плите

Точное происхождение эблескивер неизвестно. Одна популярная легенда гласит, что группа викингов участвовала в битве. Когда они вернулись на свой корабль, захотели приготовить еду, похожую на блины. Однако, поскольку у них не было обычных сковородок, они вместо этого использовали свои щиты или шлемы, в результате чего получился пирог сферической формы.
Согласно другому объяснению, обычай готовить специальное блюдо из нарезанных яблок возник в средние века, когда нельзя было хранить сырые яблоки дольше определённого срока. Яблоки последнего урожая года нарезали ломтиками, использовали для ароматизации глёгга, доставали из глёгга, заворачивали в тесто и жарили в жире или масле, как берлинер. Это происхождение названия, которое означает «ломтики яблока». В XVII веке, когда стали доступны чугунные сковороды с полусферическими выемками, эблескивер можно было легко делать в течение всего года, а разнообразие фруктов и других начинок расширилось.

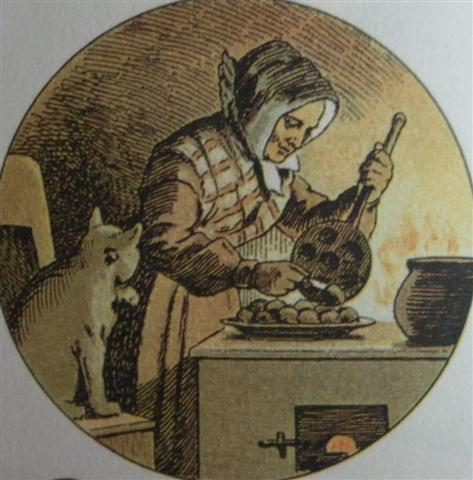
Иллюстрация из издания Peters Jul, 1889 год

Первое появление слова «æbleskiver» отмечено в «Peters Jul» (1866), сборнике стихов к празднику Йоль Йохана Крона (1841—1925).
«Наполненные яблоками эблескивер» также упоминаются в рассказе 1872 года «Калека» Ханса Кристиана Андерсена.